# Habsburg–Lotaringiai Ottó Ferenc főherceg
Habsburg–Lotaringiai Ottó Ferenc (korabeli ragadványnevén Szép Ottó, ismert még mint Ausztriai Ottó Ferenc főherceg, németül: Erzherzog Otto Franz von Österreich; Graz, Osztrák Császárság, 1865. április 21. – Bécs, Osztrák–Magyar Monarchia, 1906. november 1.), a Habsburg–Lotaringiai-házból származó osztrák főherceg, Károly Lajos főherceg (I. Ferenc József császár és király öccse) és Bourbon–Szicíliai Mária Annunciáta második gyermeke, Ferenc Ferdinánd trónörökös öccse, egyúttal I. Károly osztrák császár és magyar király édesapja.

## Élete

### Származása, testvérei
Ottó Ferenc főherceg 1865. április 21-én született Grazban. Édesapja Habsburg–Lotaringiai Károly Lajos főherceg (1833–1896), I. Ferenc József császár és király öccse, Habsburg–Lotaringiai Ferenc Károly főhercegnek (1802–1878) és Zsófia főhercegnének (1805–1872) fia volt. Édesanyja Károly Lajos főherceg második felesége, Mária Annunciáta nápoly–szicíliai királyi hercegnő (Principessa Maria Annunciata di Borbone della Due Sicilie, 1842–1871), II. Ferdinánd nápoly–szicíliai királynak (1810–1859) és Mária Terézia Izabella főhercegnőnek (1816–1867) leánya volt. Ottó Ferenc főherceg a házaspár második gyermekeként született. Testvérei:
- Ferenc Ferdinánd főherceg (1863–1914). Apjának 1896-ban bekövetkezett halála után ő lett a Monarchia trónörököse, 1914-es meggyilkolásáig.
- Ferdinánd Károly Lajos főherceg (1868–1915), később polgári nevén Ferdinand Burg.
- Margit Zsófia főhercegnő (1870–1902), aki Albrecht württembergi herceghez ment feleségül.

Ottó Ferenc féltestvérei, apjának harmadik házasságából, amelyet a Bragança-házból való Mária Terézia portugál infánsnővel (1855–1944) kötött:
- Mária Annunciáta főhercegnő (1876–1961), aki a Prágában a Hradzsini Szent Teréz kolostor főapátnője lett.
- Erzsébet Amália főhercegnő (1878–1960), aki Aloys (Alajos) von und zu Liechtenstein herceghez ment feleségül, az ő fiuk lett II. Ferenc József, Liechtenstein uralkodó hercege.

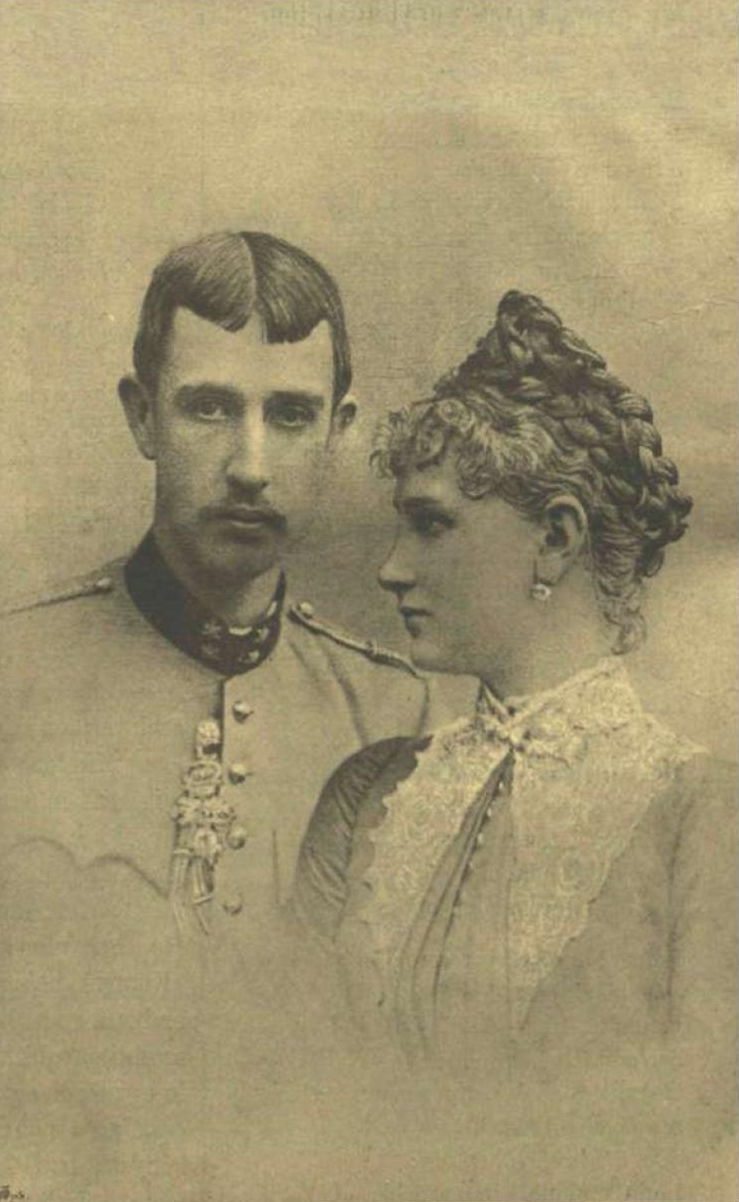
A „Szép Ottó” és felesége, Mária Jozefa hercegnő

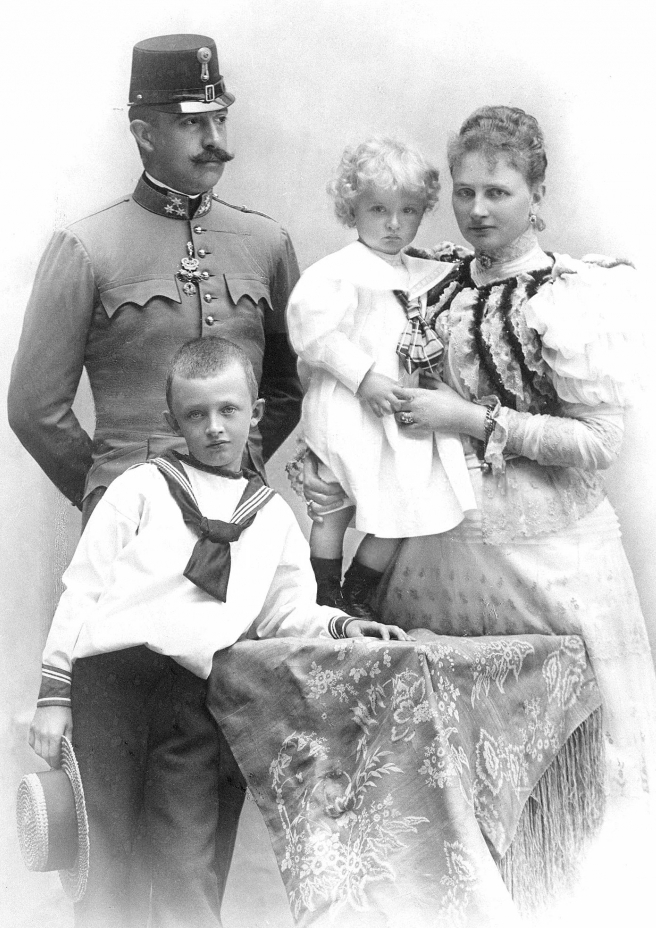
Ottó Ferenc főherceg, családjával

### Házassága, gyermekei
A császári család nyomására Ottó Ferenc főherceg 1886. október 2-án Drezdában feleségül vette Mária Jozefa Lujza szász királyi hercegnőt (1867–1944), I. György szász király és Mária Anna portugál infánsnő (1843–1884) leányát. A házasság létrejötte a Habsburg-család számára rendkívül fontossággal bírt, mert meg akarták őrizni a jó viszonyt a szász királyi családdal. Korábban ugyanis Mária idősebb nővérét, Matilda hercegnőt mind Rudolf trónörökös, mind Ferenc Ferdinánd főherceg, trónörökös (tehát Ottó Ferenc főherceg unokabátyja és testvérbátyja is) visszautasították, és ez súlyosan megterhelte a két uralkodócsalád viszonyát. Ottó Ferenc és Mária Jozefa házasságából két gyermek született:
- Károly főherceg (1887–1922), a későbbi I. Károly osztrák császár, IV. Károly néven magyar és III. Károly néven cseh király, 1916–18-ig az Osztrák–Magyar Monarchia utolsó uralkodója, aki 1911-ben az alsó-ausztriai Schwarzau am Steinfeld kastélyában feleségül vette Zita Bourbon–pármai hercegnőt (1892-1989), a későbbi császárnét és királynét.
- Miksa Jenő főherceg (1895–1952), aki 1917-ben Laxenburg-ban feleségül vette Hohenlohe Waldenburg-Schillingsfürst Franciska királyi hercegnőt.

Ottó Ferenc főhercegnek szeretőjétől, Marie Schleinzertől (1874–1949) is születtek házasságon kívüli, nem törvényesített gyermekei:
- Alfred Joseph von Hortenau (1892–1957),
- Hildegard von Hortenau (1894–?).

Ottó Ferenc főherceg elsőszülött fia, Károly főherceg akkor lett az Osztrák–Magyar Monarchia trónörököse, amikor bátyját, Ferenc Ferdinánd trónörököst 1914. június 28-án Szarajevóban meggyilkolták. Nagybátyja, Ferenc József császár 1916. november 21-én bekövetkezett halála után unokaöccse, Károly főherceg örökölte a Monarchia trónját. Itt érdemes megemlékezni arról, hogy maga Ferenc József – bár más történelmi–politikai körülmények között – szintén unokaöcsként örökölte trónját császári nagybátyjától, I. Ferdinándtól 1848-ban.

### Két lépésre a tróntól
Rudolf trónörökös 1889-es halála után Ottó főherceg édesapja, a 63 éves Károly Lajos főherceg lett az Osztrák–Magyar Monarchia trónörököse. 1896 májusában ő is meghalt, ekkor az ő elsőszülött fia, Ferenc Ferdinánd, Ottó bátyja lett a trón várományosa. Ő azonban tüdőbajban szenvedett, egészségi állapota aggódásra adott okot. I. Ferenc József császár maga is kételkedett, hogy unokaöccse képes lenne-e uralkodói szerepre. Hosszú ideig nem nyilatkozott hivatalosan, kire hagyná trónját. Ottó főherceg számára némi remény mutatkozott, hogy ő legyen a trónörökös. A szigorú erkölcsű és konzervatív felfogású császár azonban – bármennyire neheztelt is Ferenc Ferdinánd rangon aluli házassága miatt – nem hagyhatta trónját uralkodóhoz méltatlan életvitelű személyre, aki gyakorlatilag külön élt a feleségétől.
1896-ra Ferenc Ferdinánd sikeresen kigyógyult betegségéből, és őt nyilvánították hivatalos trónörökössé. Hamarosan fülébe jutottak a híresztelések, hogy Gołuchowski külügyminiszter arra kérte volna a császárt, hogy tekintettel Ferenc Ferdinánd tüdőbajára, szabályozza újra a trónöröklés rendjét. Sok pletykát lehetett hallani arról, hogy Ottó főherceget sokan szívesebben látnák kijelölt trónörökösként. Ennek több külső jele is mutatkozott. Ottó főherceg teljes udvartartást vihetett, élén főudvarmesterrel. A Hofburgban lakhatott (az Augarten palotában). Az udvari szertartásrend (Hofzeremoniell) szerint e kiváltságok a mindenkori kijelölt trónörököst illették meg). Ottó főhercegre bíztak számos olyan reprezentációs feladatot, amelyek a trónörökös feladatát képezték volna. Az életvidám Ottó főherceget – léha életvitele ellenére – sokan kedvelték az udvarban. Ugyanakkor bátyja, Ferenc Ferdinánd – elsősorban rangon aluli házassága miatt – mellőzöttségben élt, barátságtalan modora miatt kevesen szerették. Családjával nem lakhatott a Hofburgban, csak a Modena-palotában. A sértett trónörökös többször tett szemrehányást Ottónak, aki – bár csalódott titkos reményeiben – mindig biztosította bátyját, hogy nem tör a császári trónra.

### Kicsapongó élete
Ottó Ferenc főherceg olyan kiváló testi adottságokkal és szellemi képességekkel rendelkezett, amelyek egy arisztokrata személyiség számára ideálisak. Jóképű férfi volt, művelt és sokoldalú szellem, otthonosan mozgott a társaságban. Könnyelmű és nemtörődöm életfelfogása mégis kicsapongóvá tette, viszonylag rövid élete teljesen félresiklott. A bécsi körökben „a szép Ottó”-nak („Otto der Schöne”) nevezett főherceg egész életét – főleg bátyjának 1896-os trónörökössé nyilvánítása után – dorbézolások, szerelmi kalandok, nyilvános botrányok jellemezték, ez megütközést és felháborodást váltott ki a császári család tagjaiból. Egy alkalommal például a jó hírű bécsi Eduard Sacher szállodája különtermében nagy tivornyát tartott cimboráival, akik heccből kizárták őt a szeparéból. A lerészegedett Ottó főherceg anyaszült meztelenül, oldalán egy szál karddal bolyongott a szálloda termeiben. Az esetnek sok szemtanúja volt, köztük a brit nagykövet is, ő azonnal értesítette a császárt, aki egy időre kolostorba száműzte léha unokaöccsét. Életmódjával Ottó elidegenítette magától a császári család tagjait, végül felesége, Mária Jozefa főhercegné megszakított vele minden kapcsolatot.
Zavaros szerelmi kapcsolatai következtében szifiliszben súlyosan megbetegedett. Az orvostudomány akkori állása szerint ez hosszú és fájdalmas szenvedést jelentett. Utolsó éveiben eltűnt a nyilvánosság elől. Betegségét Egyiptomban, gyógyfürdőkben próbálta kezeltetni, de átmeneti javulás után állapota tovább súlyosbodott. Visszatért Ausztriába, élete utolsó hónapjait Bécs elővárosában, egy döblingi villában töltötte. A haldokló főherceget utolsó nagy szerelme, az operettszínház fiatal énekesnője, Luise Robinson ápolta, Márta nővér álnéven. A leány nem mozdult el Ottó betegágya mellől, utolsó leheletéig kitartott mellette. Rajta kívül csak mostohaanyja, Mária Terézia főhercegné, portugál infánsnő ápolta.  Lelki vigaszt Marschall segédpüspök nyújtott neki. Ottó főherceg hosszú szenvedés után 1906. november 1-jén hunyt el Döblingben, 41 éves korában.